# پوتوک ویلکی (استان اشوی‌داشکسیه)
پوتوک ویلکی (به لهستانی: Potok Wielki) یک منطقهٔ مسکونی در لهستان است که در گمینا یندژیوو واقع شده‌است.